# 川名登
川名 登（かわな のぼる、1934年6月13日 - 2011年6月11日）は、日本の経済史学者、河川水運史研究者、千葉経済大学名誉教授。

## 経歴
千葉県銚子市生まれ。犢橋村立犢橋中学校、千葉県立千葉第一高等学校を経て、千葉大学文理学部史学科日本史学専攻に入学。1957年千葉大学文理学部史学科日本史学専攻卒業。1962年明治大学大学院文学研究科日本史学専攻修士課程修了。明治大学大学院文学研究科日本史学専攻博士課程単位取得満期退学。横須賀市博物館、千葉経済大学短期大学教授、1987年に千葉経済大学経済学部が設置されると教授に就任し、2005年定年退任、名誉教授。
1993年『日本近世河川水運史の研究』で文学博士（明治大学）。また、1991年に利根川文化研究会を創設、会長に就任し、機関誌『利根川文化研究』が刊行された。
2011年、肺癌のため逝去、享年77。

## 著書
- 『南総の豪雄 里見義尭』(日本の武将) 人物往来社 1968
- 『河岸に生きる人びと 利根川水運の社会史』平凡社 1982
- 『房総里見一族』新人物往来社 1983
- 『近世日本水運史の研究』雄山閣出版 1984
- 『河川水運の文化史 江戸文化と利根川文化圏』雄山閣出版 1993
- 『近世日本の川船研究 近世河川水運史』日本経済評論社 2003
- 『河岸』ものと人間の文化史 法政大学出版局 2007
- 『戦国近世変革期の研究 房総の武家文書と検地帳から』岩田書院 2010
- 『評伝赤松宗旦 「利根川図志」が出来るまで』彩流社 2010

## 編著
- 『里見家分限帳集成 附安房国寺社領帳』地方史研究協議会 1966、のち岩田書院から再刊
- 『郷土千葉の歴史』編 ぎょうせい 1984
- 『すべてわかる戦国大名里見氏の歴史』編 国書刊行会 2000
- 『房総と江戸湾』編 吉川弘文館 2003、街道の日本史
- 『千葉県の歴史一〇〇話』編著 国書刊行会 2006

## 論文
- CiNii>川名登